# Al final del túnel
Al final del túnel es una película de suspenso coproducción de Argentina y España escrita y dirigida por Rodrigo Grande. El protagónico está conformado por Leonardo Sbaraglia, Pablo Echarri y Clara Lago.

## Sinopsis
Joaquín, un hombre parapléjico, vive solo y amargado. Su casa, que conoció tiempos mejores, ahora es lúgubre y oscura. Pero poco a poco recobra la ilusión en la vida cuando una bailarina de striptease, Berta, y su hija se mudan a su casa. Lo que no sabe es que su tranquilidad se verá truncada al descubrir que unos ladrones están construyendo un túnel debajo de su vivienda con la intención de robar un banco.

## Trama
Joaquín (Leonardo Sbaraglia) es un amargado hombre que perdió a su familia en un accidente que le dejó parapléjico. Con su perro Casimiro como única compañía, busca ahora una manera de poner a dormir a su perro que sufre de una enfermedad horrible. Al no dar con un resultado, decide darle unas galletas inyectadas con veneno. Justo en ese momento llegan a su casa una joven llamada Berta (Clara Lago) con su callada hija Betty (Uma Salduende), las cuales vienen por el anuncio del alquiler de una habitación en la casa. Esta se muda de inmediato para allí con lo puesto y tras un tiempo se empiezan a conocer. Berta logra que Joaquín empiece a disfrutar otra vez de la vida con su llegada y este se acostumbra a la presencia de ambas.
Un día, Joaquín empieza a oír ruidos y voces tras una pared de su sótano y tras estudiarlo con un estetoscopio consigue oír a unas personas hablar sobre cavar un túnel. Joaquín pone un micrófono y mientras celebran una mejoría en la salud de Casimiro graba una conversación. Al día siguiente descubre que las personas están cavando un túnel por debajo de su casa y Joaquín pone una cámara para verles. Ante la situación propone a Berta que se marche con Betty, pero esta se niega creyendo que sólo la está alejando de él por miedo a sentirse unido a alguien tras mucho tiempo. En las nuevas visitas al sótano no tarda en descubrir que sus vecinos son ladrones: trabajan sólo de noche, sacan la tierra en sacos para que nadie les vea y buscan vigas de madera para apuntalar el túnel. También hablan de dinero y varios millones en juego.
Joaquín accede a dejar a Berta quedarse y hasta le propone ir al sótano con él para contarle lo que ha descubierto, pero ese mismo día descubre que el jefe de los ladrones Galareto (Pablo Echarri) es novio de Berta. Ambos conversan sobre cómo engañan a Joaquín para tenerle controlado, si bien Berta no está cómoda con su papel en todo ello. Joaquín intenta conectar con Betty sin éxito por si ella puede contarle nada, pero descubre a la niña susurrándole cosas a Casimiro. Esa noche, Berta y Joaquín beben juntos y esta cae inconsciente al haber sido drograda por el primero, la ata y cuando despierta le cuenta que lo sabe todo.
Los ladrones se preparan para el golpe y gracias a su contacto, un corrupto oficial de policía llamado Guttman (Federico Luppi), saben qué cajas no tocar. Joaquín, oyendo esto, toma nota y se prepara para realizar su propio plan para robarles a estos su botín. Los planes se ralentizan cuando una tubería de agua interviene en la excavación, si bien Joaquín crea su propio agujero para intervenir luego. Betty se escapa, no obstante, y casi es descubierta por los ladrones al conseguir regresar con un reloj del Zurdo (Javier Godino). Al volver, Joaquín la pone a salvo e insta a Berta a que conteste a la llamada de Javi. Si bien esta se niega, Joaquín la convence de que colabore con una grabación donde Betty le susurra a Casimiro sobre "un juego del que está prohibido hablarle a mamá". Berta accede a ayudar a Joaquín a cambio de que este destruya a Galareto.
El día del golpe, los ladrones planean usar los fuegos artificiales de una fiesta para tapar su boladura y acceder al banco. Joaquín también se pone en marcha, cambia el explosivo poniéndolo en la tubería de agua y abre su propio agujero a la bóveda acorazada. Tras conseguir el dinero, intenta volver sólo para oír a René hablar sobre la activación del explosivo, por lo que se ve obligado a regresar a la bóveda y ponerse a cubierto. Los ladrones entran en el túnel sin saber que se está inundando, justo después de que Joaquín vuelva a su casa, y aunque logran entrar y empezar a cargar dinero, uno de ellos se percata de la tubería dañada. René va a ver qué pasa, quedando pronto encerrada por el agua que inunda el sitio. Al ver a Joaquín y pedirle ayuda, empieza a gritar para que sus compañeros vengan y Joaquín cierra el agujero para que la ladrona se ahogue. Mientras Joaquín se las apaña para salir afuera arreglado para avisar a la policía de la inundación, los ladrones encerrados en la bóveda no tienen más remedio que activar la alarma para salir.
La policía, dirigida por Guttman, revisa la casa pero no ve nada sospechoso al decir Joaquín que Betty y Berta son su hija y su esposa. Guttman registra el número de teléfono del paralítico y se marcha con sus hombres. Momentos después llega la banda de ladrones con Galareto al frente haciéndose pasar por policías. Galareto no le cree sus excusas, así que al ver a Betty decide tomarla de rehén en un descuido y le tira de su silla de ruedas. Tras asegurarle de que le matará, exige saber con quién ha estado hablando Berta y aunque Joaquín busca excusas este no le cree y le apalizan entre todos. Guttman llega entonces y le pide a Galareto que huya porque ya llega la policía. Galareto encara al discapacitado una vez más y este le miente diciendo que colabora con Zurdo, usando el reloj de este y el dinero robado como pruebas. Enfurecido, Galareto dispara a Zurdo y este a Canario, siendo herido de gravedad.
Galareto llora la muerte de su hermano mientras inutilmente trata de matar a Joaquín con su arma descargada, siendo sorprendido luego por Berta, quien le cuenta saber sobre sus perversiones con su hija antes de matarlo. Berta, Betty y Joaquín se abrazan, llorando todos. Guttman decide esconder los cadáveres y llevarse la mitad del dinero robado a cambio de su silencio. Si bien Joaquín no le cree y usa la grabación entre Guttman y Galareto como seguro, este se ríe y amenaza con matar a Berta si no colabora. Joaquín promete borrar la grabación y le dice donde encontrar el dinero, pero antes de irse Guttman come y se lleva un puñado de las galletas envenedadas que Joaquín iba a usar para dormir a Casimiro. Pronto se ve afectado por el veneno y pierde el conocimiento, chocando con un coche en la carretera, y tras salir tambaleándose cae al suelo muerto.
Tiempo después, Joaquín, Betty y Berta se marchan con el resto del dinero para empezar una nueva vida juntos.

## Reparto
- Leonardo Sbaraglia como Joaquín
- Pablo Echarri como Galareto
- Clara Lago como Berta
- Javier Godino como Zurdo
- Federico Luppi como Guttman
- Uma Salduende como Betty
- Ariel Núñez como Muñeco
- Walter Donado como Canario
- Cristóbal Anaga como Pichi
- Laura Faienza como René
- Sergio Ferreriro como Cristiani

## Producción
La película fue producida tanto con capitales argentinos como con capitales españoles (en menor medida). Uno de los actores, Pablo Echarri también participó con su compañía Árbol Contenidos, siendo ésta su primera incursión como productor. El guion estuvo a cargo del director, quién lo desarrolló durante cinco años en formato guion gráfico.
Todos los involucrados en la producción destacaron que “salvo dos escenas en exteriores, no se filmó nada en locación, sino que todo fue recreado en estudios: la casa del protagonista, el sótano donde se esconden los atracadores y el túnel que fue reproducido a escala real en una construcción de unos cincuenta metros”.
El rol femenino principal está cubierto por una actriz española, en este caso, Clara Lago (quien fue la protagonista de Ocho apellidos vascos y su secuela Ocho apellidos catalanes). El personaje de Lago, Berta, habla un español rioplatense el cual fue conseguido por la actriz en muy poco tiempo. Rodrigo Grande detalló al respecto: “Clara llegó dos semanas antes del rodaje y tenía un acento absolutamente castizo. Y dos semanas después hablaba en argentino. Fue increíble. Tuvo un coach sólo cuatro días y después se manejó ella sola”.

## Recepción

### Crítica
La película recibió en general buenas críticas. En el sitio Todas Las Críticas tiene un 82 % de aprobación basado en 33 críticas las cuales promedian 70/100. Desde el sitio A Sala Llena, Martín Chiavarino cuestiona los inicios del guion, pero concluye de forma positiva otorgándole una calificación de 3/5 diciendo: «Al Final del Túnel maneja correctamente la sutileza pero el guion se extiende demasiado en la primera parte en cuestiones (...) terminada la introducción, la película cambia de tono y de ritmo para convertirse durante el final en un film diametralmente opuesto al del comienzo, otorgándole agilidad e intensidad a una historia que parecía estancada.»
Sin embargo, Ezequiel Tozzi desde Revista Meta le dio un 10/10 destacando que la película será «uno de los mejores estrenos del año y promete no decepcionar a los amantes del suspenso». Además el crítico alabó la actuación de Leonardo Sbaraglia como protagonista.

Con el mismo tono, Iván San Martín del sitio Cinergia dijo en su reseña: «(...) es realmente una grata sorpresa, un thriller con una intensidad en aumento y aunque en los minutos finales parece estar un poco estirada es altamente recomendable y una de las películas nacionales del año.»
Diego Batlle en La Nación opinó:

«Este tercer largometraje del guionista y director Rodrigo Grande combina diferentes géneros y elementos… nada es lo que parece en esta película… —que en su estética y su descripción de la dinámica de la casa remite a los climas literarios de Edgar Allan Poe—, que tiene más hallazgos que lugares comunes. El personaje de Berta está demasiado estereotipado en su faceta seductora (más culpa de los encuadres de Grande que de ella) y el de un comisario interpretado por Federico Luppi -actor-fetiche del director- recién tiene relieve en la parte final, con un desenlace lleno de sorpresas que levanta mucho luego de algunas indecisiones...»

Pablo O. Scholz en Clarín dijo:

«Rodrigo Grande contó con una producción importante, que se nota más allá de que las acciones transcurran prácticamente en pocos ambientes y cerrados… y se nota en la iluminación del Chango Monti. Y, claro, en la contratación el elenco. Con Sbaraglia como protagonista y Echarri, antagonista inescrupuloso, pérfido, cínico y sin un rasgo de bondad humana, el director… vuelve a contar con estrellas y a esbozar y desarrollar cuestiones éticas… Hay algunas cuestiones del guion que, por el género, no ayudan a la credibilidad, porque el espectador se plantea y replantea cada situación.»

Entre otras de las cuestiones destacadas en la película, la parte técnica recibió muchos comentarios positivos. Lisandro Liberatto del sitio Alta Peli dijo: «De una factura técnica impecable, Al final del Túnel cumple con todos lo requisitos de un buen thriller: atmósfera, tensión y vueltas de tuerca. Todo bien contenido dentro de una historia que, por pasajes, parece buscar inspiración en el cine de los más grandes del género como Hitchcock o De Palma.»
En la entrega de los Premios Sur 2016 fue la gran perdedora de la noche, al tener 8 candidaturas y no llevarse ninguna estatuilla.

### Comercial
La película fue una de las más vistas del primer semestre de cine argentino en 2016. Con un muy buen mantenimiento en el transcurso de las semanas, logró estar más de un mes en el top 10 de las más vistas. Su acumulado comercial supera los 230 000 espectadores.
Además fue estrenada en Uruguay (21 de abril) y Chile (5 de mayo) con muy buenos resultados. Tiene previsto su estreno en España.

## Premios
Festival Internacional de Cine Fantástico de Bruselas, 2017
- Premio a la Mejor Película de Suspenso

Festival de Cine de Washington D. C., 2017
- Premio del Público a la Mejor Película.

Festival Internacional de Cine de Seattle, 2017
- Premio Aguja del Espacio de Oro a la Mejor Película y Premio del Público.

Festival de Cine Español, 2017
- Premio del Público a la Mejor Película.